# Alko der Böse
Alko der Böse (Quade Alke) oder Alko Onneken (urkundlich seit 1447; † 1474) war Häuptling zu Innhausen. Er entstammte dem Geschlecht der Onneken, welches sich seit der Vereinigung der beiden Herrschaften durch seinen Sohn nur noch zu Innhausen und Knyphausen nennt.

## Herkunft
Sein Vater war Iko Onneken der Ältere († 1454), Häuptling zu Langwarden, Rodekerken, Innhausen, Gödens und Syllhues, der die Herrschaft Innhausen als Mitgift von seiner ersten Gemahlin Hilleda Tiarksena erhalten hatte. Hilledas Vater, Häuptling Poppyck Ynen Tiarksena zu Innhausen, war durch Edo Wiemken d. Ä., Häuptling der Gaue Östringen, Rüstringen sowie über Bant, das Wangerland und Jever, ermordet worden. Hilledas Mutter war Ramera von Oldeborg. Iko Onneken hatte schon Ansprüche und Teil an dem Besitze der Herrschaft Kniphausen, die er aber seinem Neffen, Lubbo Onneken, Häuptling zu Burhave und Hogewehrt, überließ. Häuptling Iko war nach dem Tode seiner ersten Frau noch mit Hisa Kankena und dann mit Tetta von Roffhausen verheiratet. Der Ehe mit Tetta entspross Alko. Von seinen Brüdern Wilko und Gerko soll der Zweig der Innhausenschen Familie in Kurland oder Livland abstammen.

## Wie er zum Beinamen „der Böse“ kam
Hillede, Iko Onnekens Ehefrau, hatte Innhausen von ihrem Vater, Poppyck Ynen, geerbt. Als Hillede ohne Erben starb, fiel Innhausen an deren Schwester Hyse, die ebenfalls ohne lebende Nachkommen starb und Innhausen an ihren Onkel Hero Tantsen vererbte.
Iko gab seine Tochter aus zweiter Ehe, Tyader, dem Hero Tantsen zur Frau, und Hero nahm Tyaders Halbbruder Alko als Vogt mit auf die Burg Innhausen. Als Hero eines Tages mit seinen Knechten ausritt und zur Burg zurückkehrte, fand er das Tor geschlossen; Alko hatte sich Burg Innhausen angeeignet und gab sie nie wieder her. So kam Innhausen in den Besitz der Familie zu Inn- und Knyphausen.

## Politik als Häuptling
Alko folgte also seinem Vater Iko Onneken als Häuptling zu Innhausen. Als Verbündeter des Häuptlings Tanno Duren von Jever und Graf Gerd des Mutigen von Oldenburg, der auch als Straßen- und Seeräuber verrufen war, wurde Alko der Böse in einer Schlacht gegen den Grafen Ulrich Cirksena von Ostfriesland und dem Häuptling Sibet Attena von Esens 1457 gefangen, bald darauf aber wieder freigelassen. 1460 erneuerte Alko das alte Bündnis zwischen ihm und den Häuptlingen Tanno von Jever, Lubbo Onneken von Knyphausen, Cirk (Sirich) von Friedeburg und Edo von Gödens. 1472 schloss er mit Theda Cirksena, Gräfin und Regentin von Ostfriesland, und den Groningern ein Bündnis gegen Herzog Karl den Kühnen von Burgund und willigte bald nach diesem mit Gräfin Theda geschlossenen Bündnis in einen Krieg gegen Graf Gerd den Mutigen von Oldenburg und Cirk von Friedeburg ein. Nach dem Tod Häuptling Tannos von Jever wurde Alko Vormund von dessen Kindern und ein hervorragender Regent von Jever. Verschiedene an ihn ergangene Aufforderungen, sich in den völligen Besitz von Jever zu setzen, lehnte er jedoch ab.

## Ehen
Durch seine erste Gemahlin Awa, Tochter des Häuptlings Hayko Ukena von Leer, einem Nachfahren Focko Ukenas, und Addas, Tochter der Gräfin Theda von Ostfriesland, war Alko der Böse mit dem in Ostfriesland regierenden Haus Cirksena familiär eng verbunden. Seine zweite Gemahlin war Hyma, Tochter des Haitet zu Uiterstewehr in der Krummhörn. Aus dieser Ehe stammte Folef Alksen.

## Nachfolger
Folef Alksen (* um 1460; † Brüssel 1531) folgte seinem Vater als Häuptling zu Innhausen nach, erbte 1496 von seinem Vetter Iko Onneken dem Jüngeren die Herrschaft Kniphausen und nannte sich seitdem Häuptling oder Herr zu Innhausen und Knyphausen, welchen Namen seine Nachkommenschaft seitdem immer beibehalten hat. Folef zu Inn- und Knyphausen lebte in Eintracht mit seinen Verwandten, den Grafen von Ostfriesland, teils an deren Hof. Mit den Grafen Enno und Edzard unternahm er 1489 sogar eine Reise nach Jerusalem, wo sie zu Rittern vom Heiligen Grabe geschlagen wurden, und kehrte 1491 von dort zurück. In Streit lebte er hingegen mit dem Häuptling Edo Wiemken d. J. von Jever. Folef hatte mit seiner Ehefrau Hyma Bindelef Beninga, Tochter des Ubbo Beninga zu Upleward und der Hebrich Beninga zu Grimersum, 16 Kinder, darunter zwölf Söhne, die bis auf seinen jüngsten Sohn und Erben, Tido Folefsen (* 1500; † 1565), alle in Kriegshandlungen starben.